# Romanisches Haus (Seligenstadt)

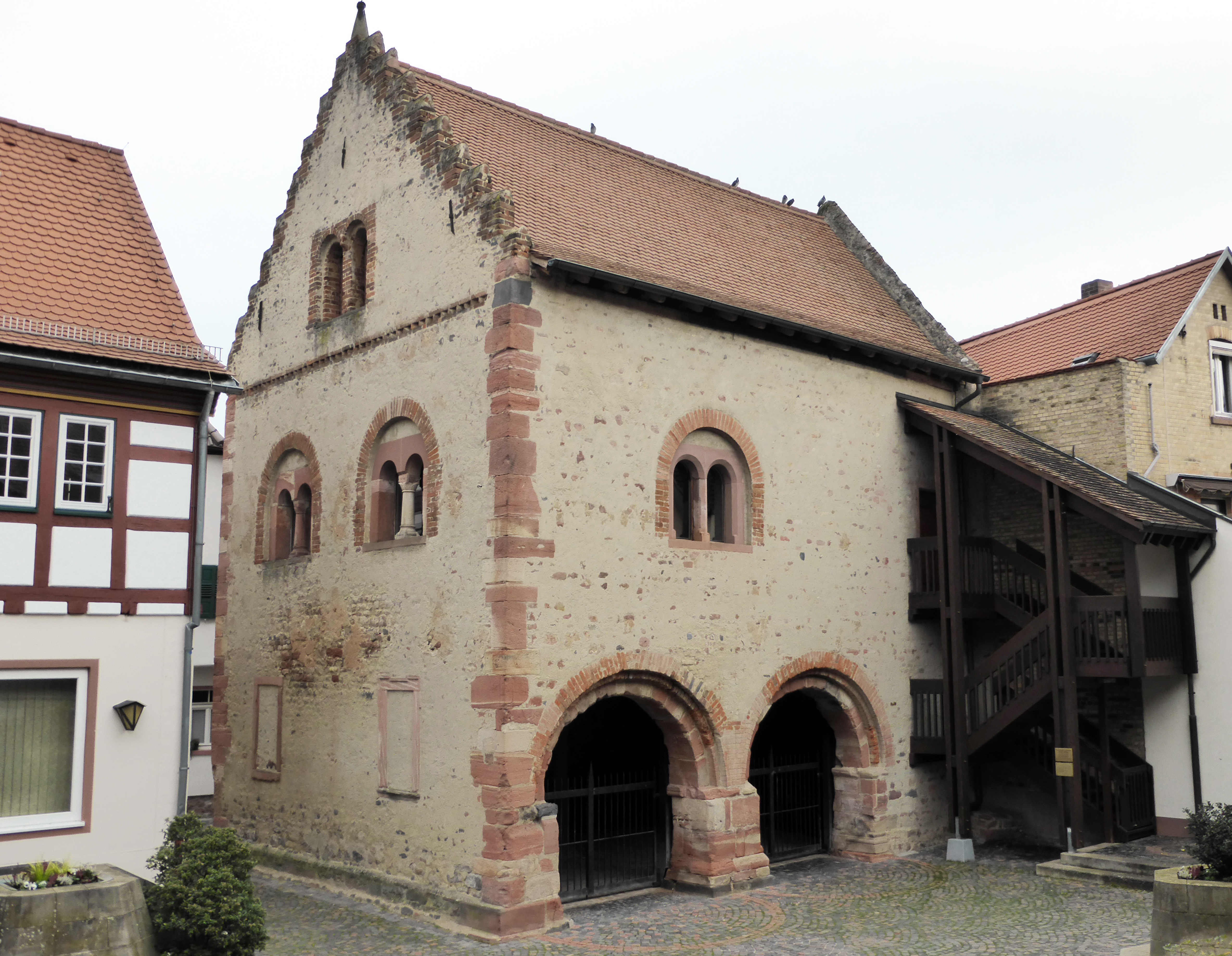
Steinernes Haus in Seligenstadt

Das Romanische Haus („domus lapidea“, auch Steinernes Haus genannt) ist das älteste weltliche Gebäude der Stadt Seligenstadt im heutigen Landkreis Offenbach in Hessen. Es wurde von 1186 bis 1187 als Wohnhaus im Stil der Romanik erbaut. Es ist anzunehmen, dass das Gebäude als Vogtei, also als Amtshaus eines Vogtes des Kaisers Friedrich Barbarossa diente.
Nach erfolgreicher Sanierung durch die Stadt im Jahr 1986 erhielt das Romanische Haus den Denkmalschutzpreis des Landes Hessen.

## Lage
Das mittelalterliche Haus befindet sich in der historischen Altstadt von Seligenstadt, in zentraler Lage, südöstlich des Marktplatzes. Es grenzt im Westen an den Innenhof hinter dem klassizistischen Seligenstädter Rathaus und im Osten an die Große Rathausgasse. Es befindet sich damit fast im Zentrum des oberirdisch nicht mehr sichtbaren römischen Kastells Seligenstadt.

## Gebäude

### Romanischer Ursprung
Ende des 12. Jahrhunderts stellte das Fachwerkhaus die typische Konstruktion für Wohnhäuser dar. Der Bau steinerner Häuser war äußerst kostspielig. Nur hohe Würdenträger, wie Bischöfe, Äbte, Vögte oder Schultheiße konnten sich diesen hohen Wohnstandard leisten. Oft erhielten die Häuser ausdrücklich den Namen „Steinernes Haus“, wie in Seligenstadt, weil sie baulich, in einem Umfeld aus Fachwerkhäusern, so auffällig waren. In Seligenstadt hielt sich der Name bis heute.
Das Romanische Haus in Seligenstadt ist ein zweigeschossiges Wohnhaus. Das Satteldach war im Westen von einem Stufengiebel und im Osten von einem Schildgiebel begrenzt. Die Räume nahmen jeweils das gesamte Geschoss ein und waren ursprünglich nicht weiter unterteilt. Im Erdgeschoss befanden sich auf der zum Hof weisenden Südseite des Gebäudes zwei große, nicht verschlossene Rundbögen. Das zur Nordseite weisende Tor konnte hingegen mit zwei Holzflügeln verschlossen und mit einem Riegelbalken gesichert werden. Drei Seiten des Hauses sind im rechten Winkel zueinander angeordnet, während die leicht schräg stehende Ostmauer an ein schon vorher bestehendes Haus angepasst wurde, das zwischenzeitlich durch ein neueres Gebäude ersetzt wurde. An den drei frei stehenden Seiten des Hauses befanden sich im Obergeschoss jeweils zwei Zwillingsfenster, die in der Mitte durch eine Säule oder einen Pfosten unterteilt, ursprünglich jedoch sicher nicht verglast waren. Zwischen den beiden Fenstern zur Straßenseite befand sich ein großer Kamin. In der nordwestlichen Ecke des Hauses war eine kleine Abortnische eingebaut, deren Abortschacht bis zu den Fundamenten hinab reichte. Der Zugang zum Obergeschoss konnte nicht nachgewiesen werden und erfolgte entweder über eine Außentreppe oder über das Nachbargebäude.

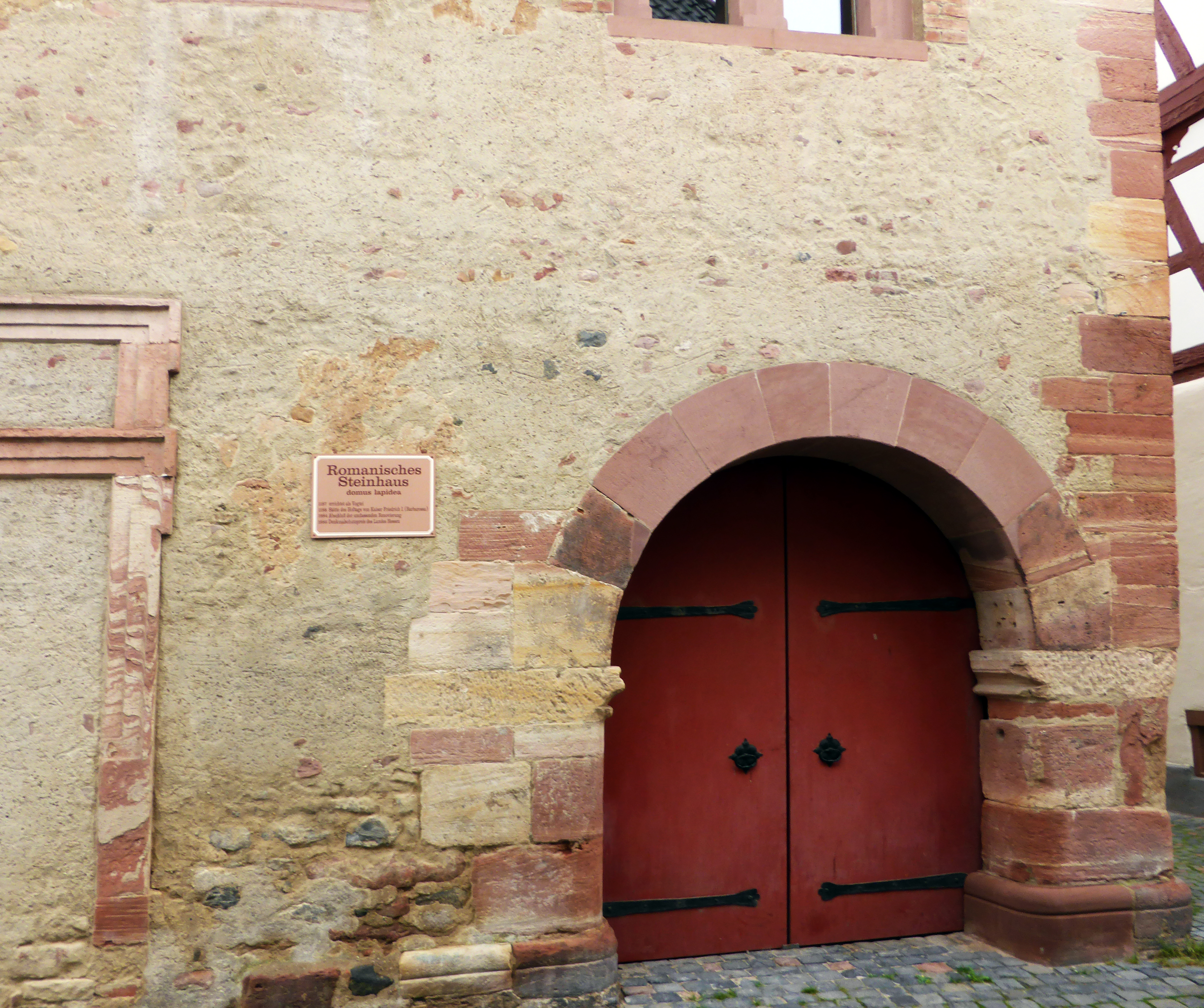
Tor zur Straßenseite
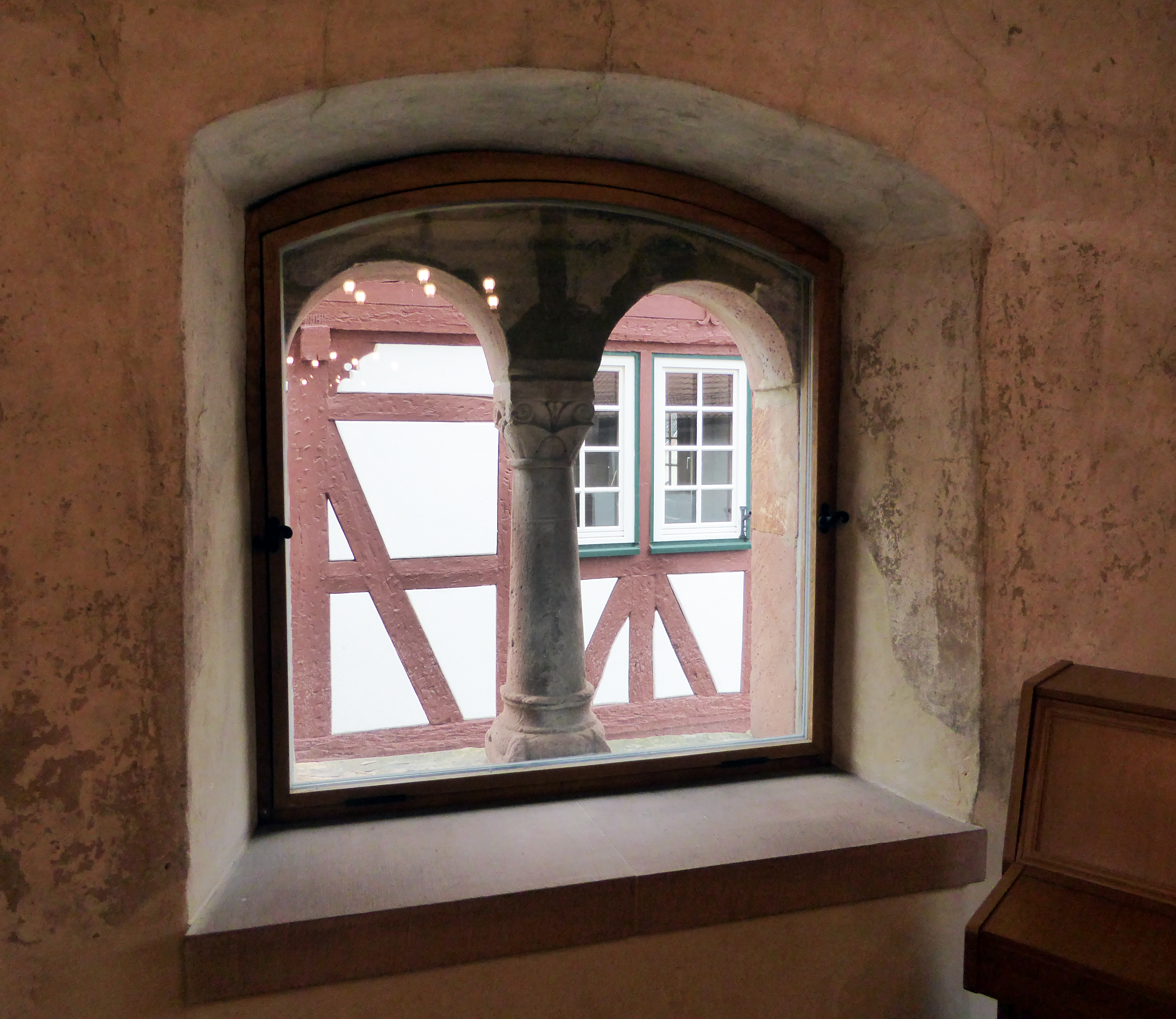
Biforium im Obergeschoss
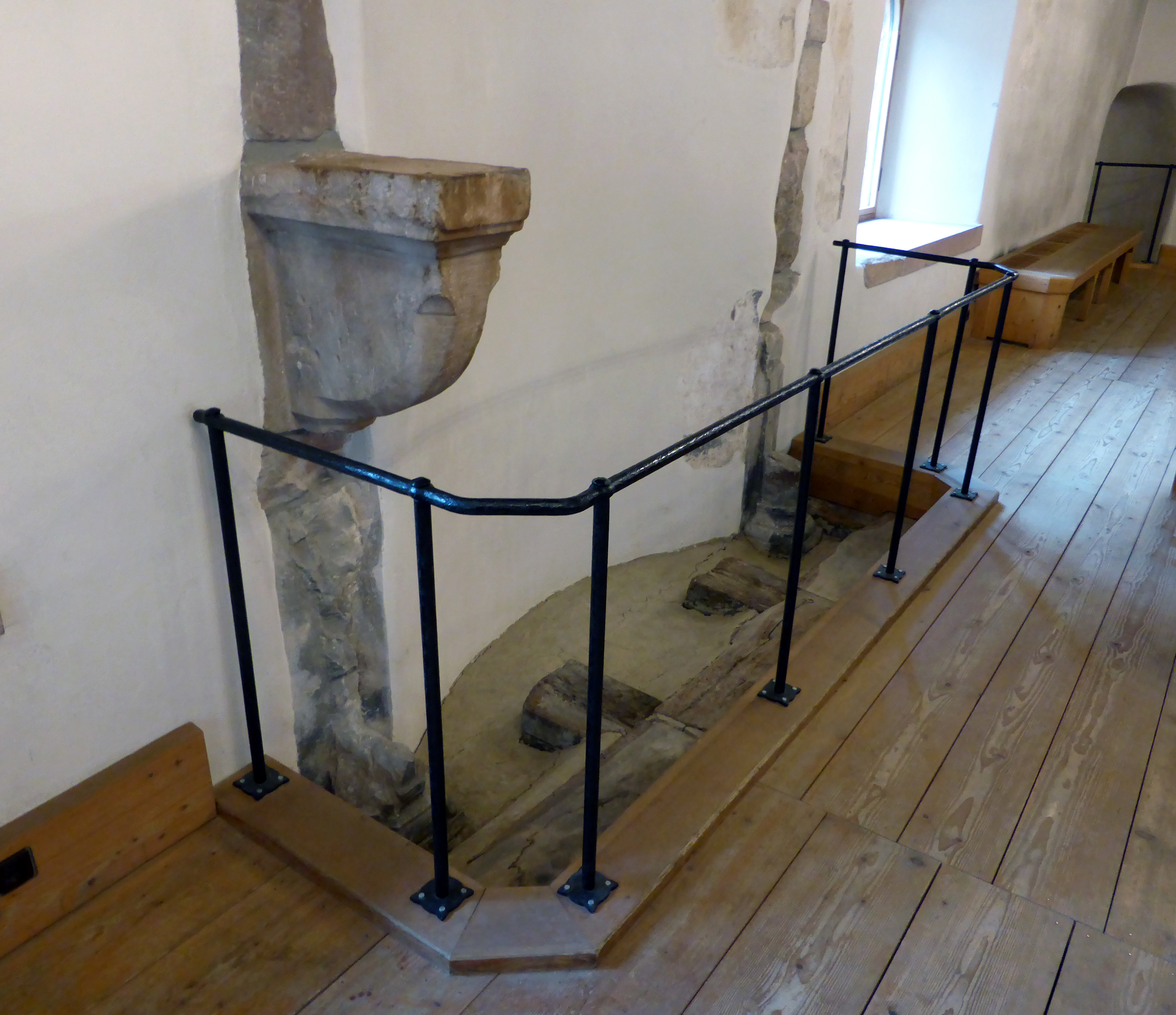
Kamin auf der Nordseite
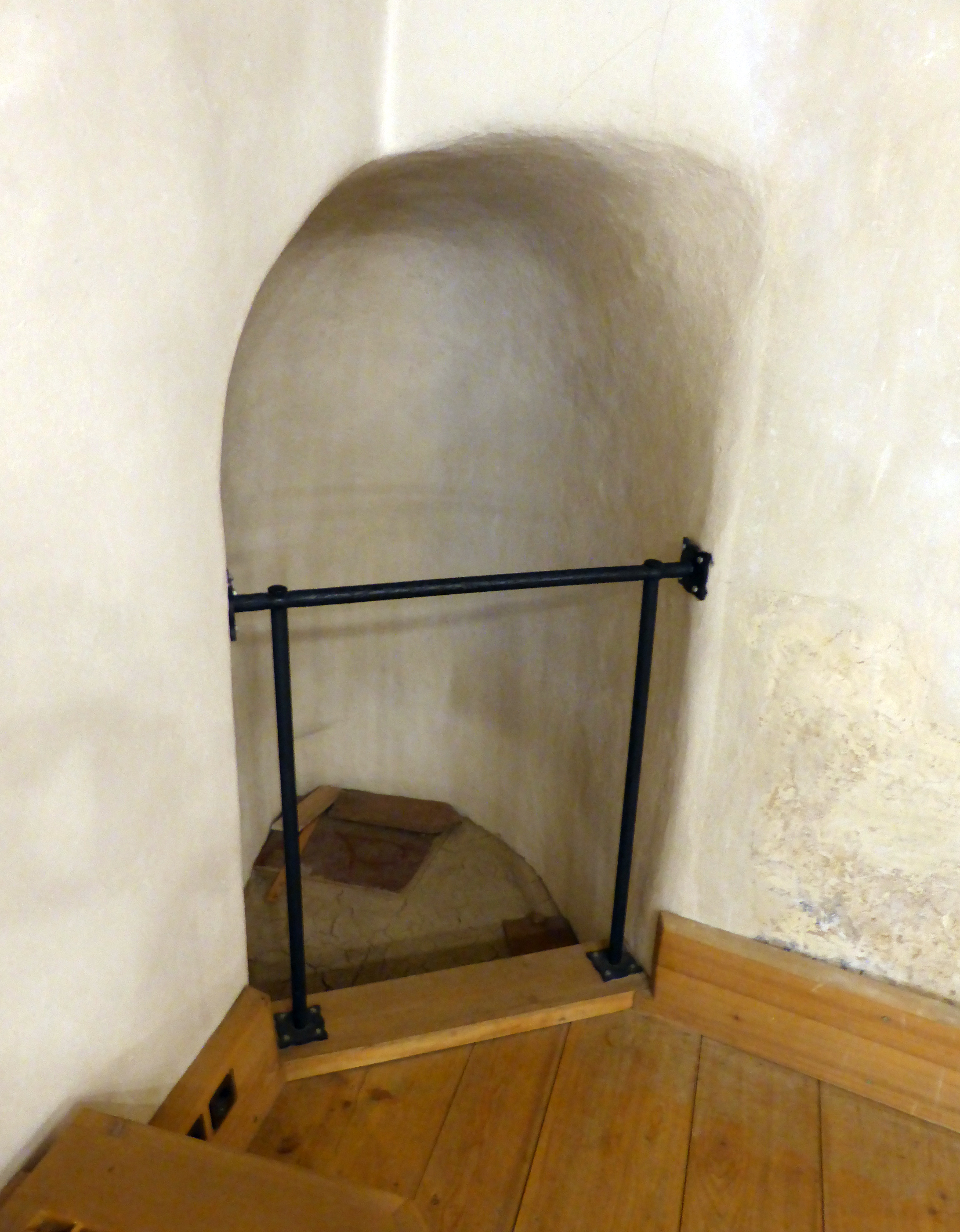
Abort

Aus der Zeit der Erbauung ist kein schriftliches Zeugnis überliefert. Die Datierung des Gebäudes geht auf eines der Gerüsthölzer zurück, das beim Aufmauern aufgelegt, dann eingemauert wurde und im Mauerwerk verblieb. Dendrochronologisch wurde festgestellt, dass die Eiche, von der es stammte, im Frühjahr 1187 gefällt worden war. Da Gerüstbauer und Zimmerleute ihr Holz immer saftfrisch verarbeiten, lässt sich daraus das Baujahr festlegen. Dies passt gut zu einem Besuch von Kaiser Friedrich Barbarossa in Seligenstadt an Ostern 1188.

### Spätere Veränderungen

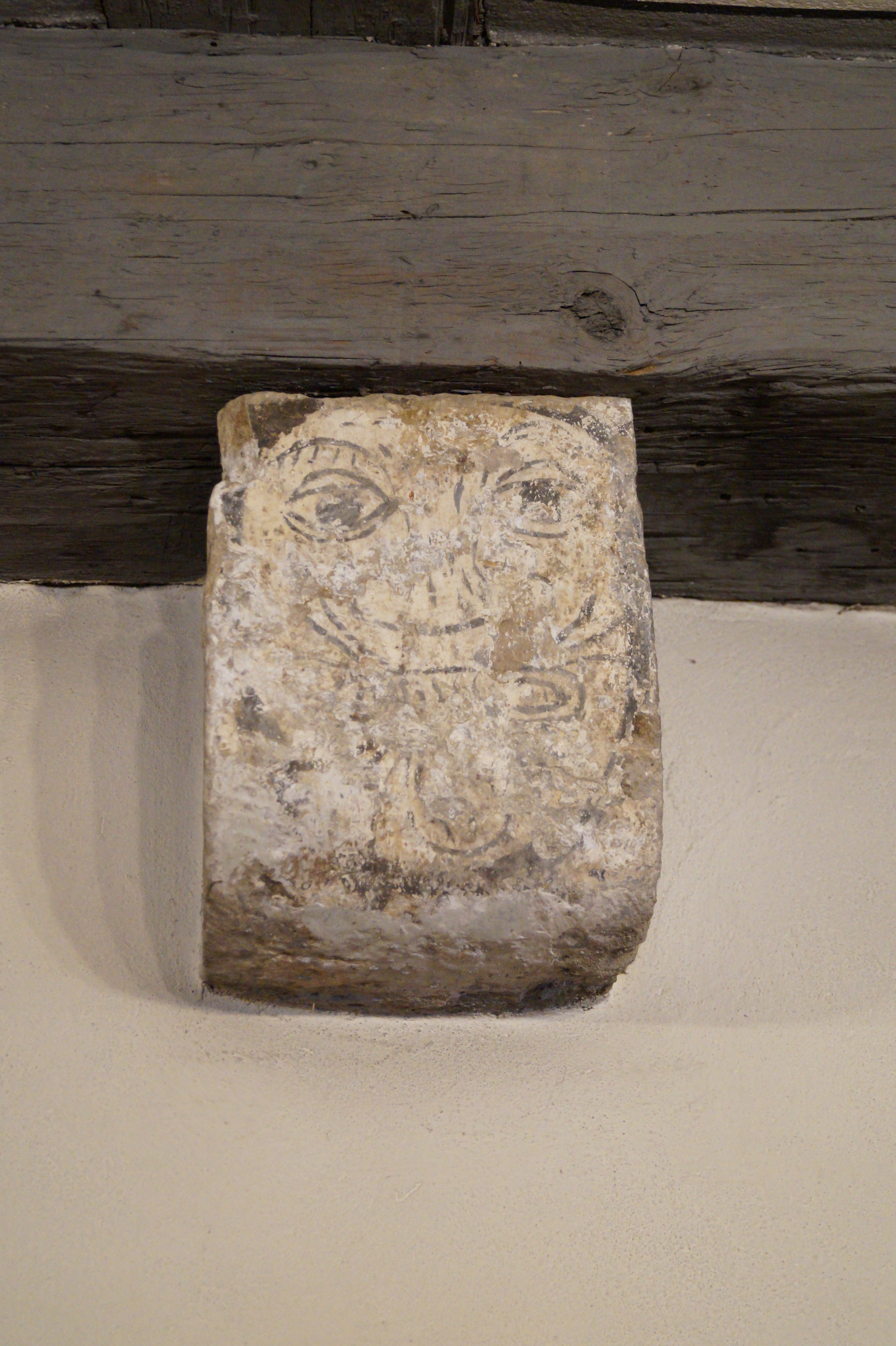
Balkenkonsole verziert mit Fratze, dem sogenannten Neidkopf

Das Romanische Haus wurde im Laufe der Zeit mehrfach verändert. Der erste nachgewiesene Umbau geht auf einen Brand 1272 zurück. Die Datierung der Deckenbalken des Erdgeschosses ergab für die Bäume, aus denen sie gearbeitet wurden, als Fällzeit der Winter 1271/72. Die neue Decke lag etwas höher als die ursprüngliche. Die abgekohlten Balkenköpfe wurden herausgezogen und stattdessen Konsolen eingesetzt, auf die Streichbalken aufgelegt wurden, die die neuen Deckenbalken trugen.
Im 16. Jahrhundert wurde das Obergeschoss innen aufgeteilt. Eine Treppe führte nun innen, nahe der Ostwand des Hauses, nach oben. Ein breiter Flur, der fast die Hälfte der Geschossfläche einnahm, verband sie mit den Kammern. Aufgrund seiner Größe ist anzunehmen, dass er von allen Bewohnern gemeinsam auch als Wohnfläche genutzt wurde. 1595 wurde eine weitere Kammer durch zwei Fachwerkwände vom Flur abgetrennt.
Im 18. Jahrhundert wurden Erdgeschoss und Obergeschoss vollständig neu aufgeteilt. Die Treppe wurde in die Mitte des Hauses verlegt. Der deutlich verkleinerte Flur diente nur noch der Erschließung der umliegenden Zimmer. Diese Aufteilung blieb bis zum Kauf des Gebäudes durch die Stadt Seligenstadt 1978 fast unverändert.

### Restaurierung und heutige Nutzung

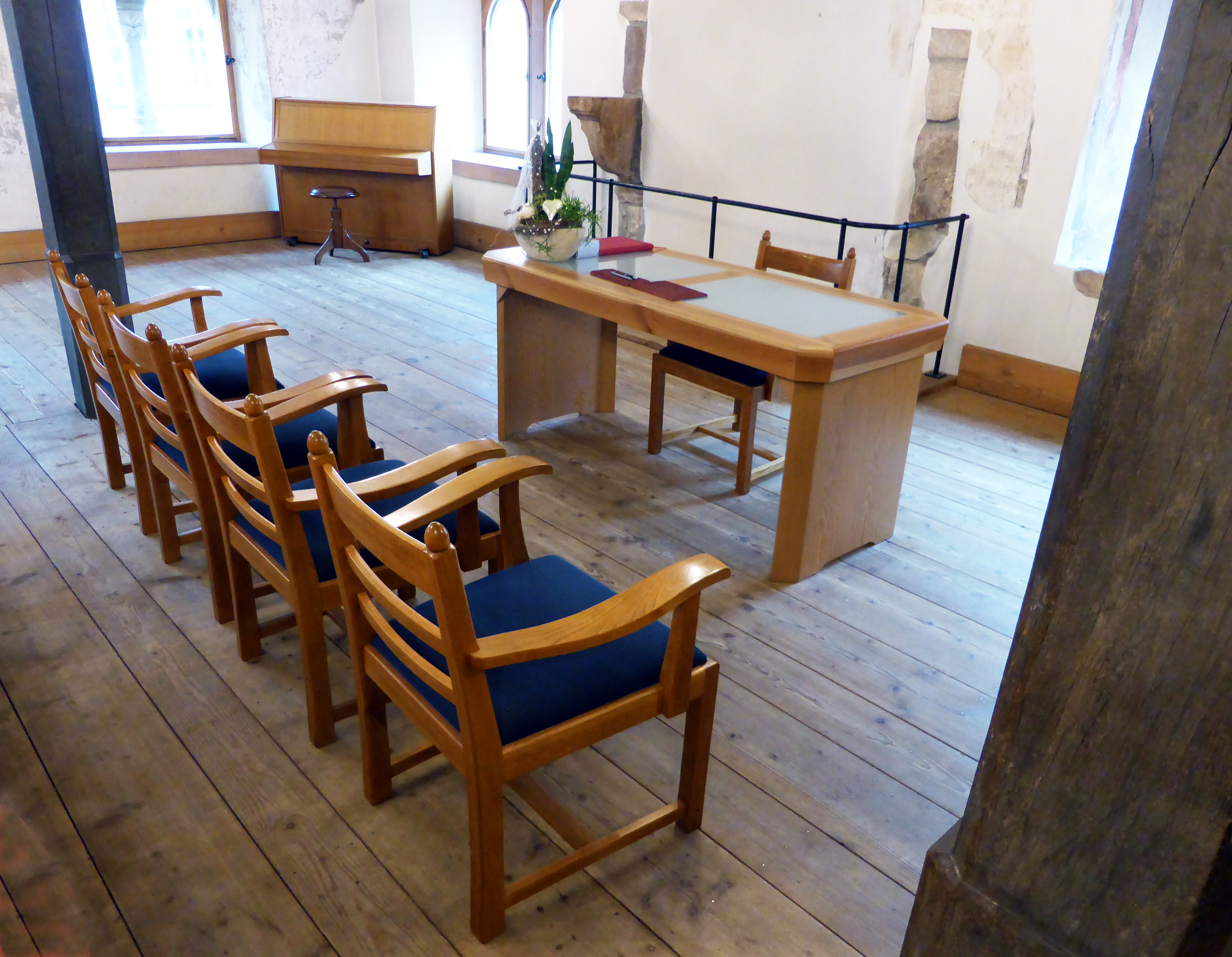
Heutige Nutzung als Trauzimmer

Trotz zahlreicher Umbauten im Inneren ist beim Romanischen Haus in Seligenstadt sehr viel von der originalen Substanz erhalten geblieben. Vor der Restaurierung wurde die Bausubstanz zwischen 1977 und 1982 eingehend untersucht. Dabei ging es nicht nur darum, den baulichen Zustand festzustellen und ein Restaurierungskonzept zu erarbeiten, sondern auch um wissenschaftliche Kenntnisse zum mittelalterlichen Wohnungsbau zu erweitern. Bauliche Spuren von Türdurchbrüchen in der Ostwand, die aus unterschiedlichen Zeiten stammen, belegen die enge Verbindung mit dem Nachbarhaus. Farbspuren im Inneren der Decken erlaubten eine weitgehende Rekonstruktion der Position der Wände im 16. Jahrhundert.
Bei der Restaurierung wurde versucht, die romanische Bausubstanz so weit wie möglich zu belassen. Dabei musste aber auch auf die Statik des Gebäudes und die angestrebte Nutzungsmöglichkeit Rücksicht genommen werden. So konnten die Decken nicht herausgenommen werden und das Obergeschoss blieb niedriger als ursprünglich im 12. Jahrhundert. Das Ergebnis der Restaurierung ist eine gelungene Symbiose – ein Haus, das von weitem romanisch aussieht, aus der Nähe betrachtet sein Alter durch Verwitterungs- und Nutzungsspuren zeigt, gleichzeitig aber „durch neue Werkstücke, glatte Fußböden und gleichmäßige Dachdeckung deutlich macht, dass es einen weiteren gründlichen Umbau erlebte“. Am 10. April 1984 wurde es neu eingeweiht.
Heute finden im Romanischen Haus kulturelle Veranstaltungen und standesamtliche Trauungen statt.